# Duplice alleanza

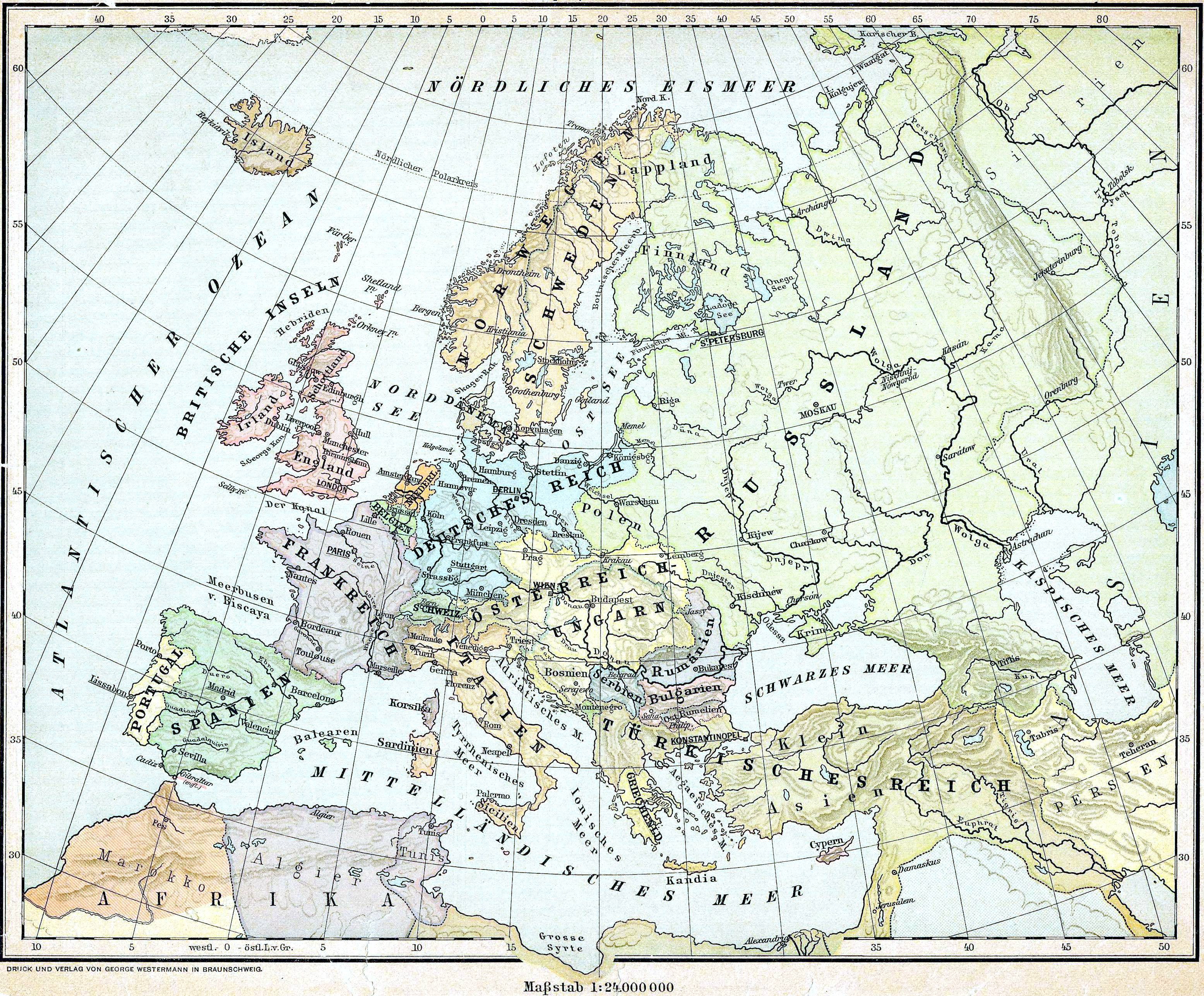
L'Europa in una carta tedesca al tempo della Duplice alleanza fra Germania (Deutsche Reich) e Austria-Ungheria (Österreich-Ungarn)

La Duplice alleanza, o Alleanza austro-tedesca, fu un patto militare difensivo firmato nel 1879 a Vienna da Germania e Austria-Ungheria, motivato dal pericolo di un attacco della Russia ad una delle due potenze. Fu il primo accordo permanente concluso in tempo di pace tra due grandi potenze dalla fine dell’Ancien Régime.
In parte conseguenza del Congresso di Berlino, la Duplice alleanza fu voluta principalmente dal cancelliere tedesco Otto von Bismarck e rimase in vigore fino al termine della prima guerra mondiale. Nel 1882 alla Duplice alleanza si affiancò la Triplice alleanza, sottoscritta da Germania, Austria e Italia.

## Gli antefatti
Dopo la guerra vittoriosa del 1877-1878 contro l'Impero ottomano, la Russia si sentì tradita dalle potenze a cui, con il Congresso di Berlino, aveva affidato le decisioni sulle condizioni di pace. Il risentimento russo si rivolse principalmente contro la Germania e particolarmente contro il cancelliere Otto von Bismarck, che ebbe il ruolo di mediatore al Congresso.
Il 7 agosto 1879 lo zar Alessandro II, in presenza dell'ambasciatore tedesco, deplorò che nelle commissioni del Trattato di Berlino la Germania prendesse le parti dell'Austria. Il 15 agosto lo Zar scrisse poi all'imperatore tedesco Guglielmo I, accusando Bismarck di farsi trascinare dai suoi rancori personali contro il ministro degli Esteri russo Gorčakov e, dopo aver accennato alla riconoscenza promessa da Guglielmo I alla Russia rimasta neutrale durante la guerra franco-prussiana, aggiungeva che il comportamento tedesco avrebbe potuto avere conseguenze disastrose.

## Le parti

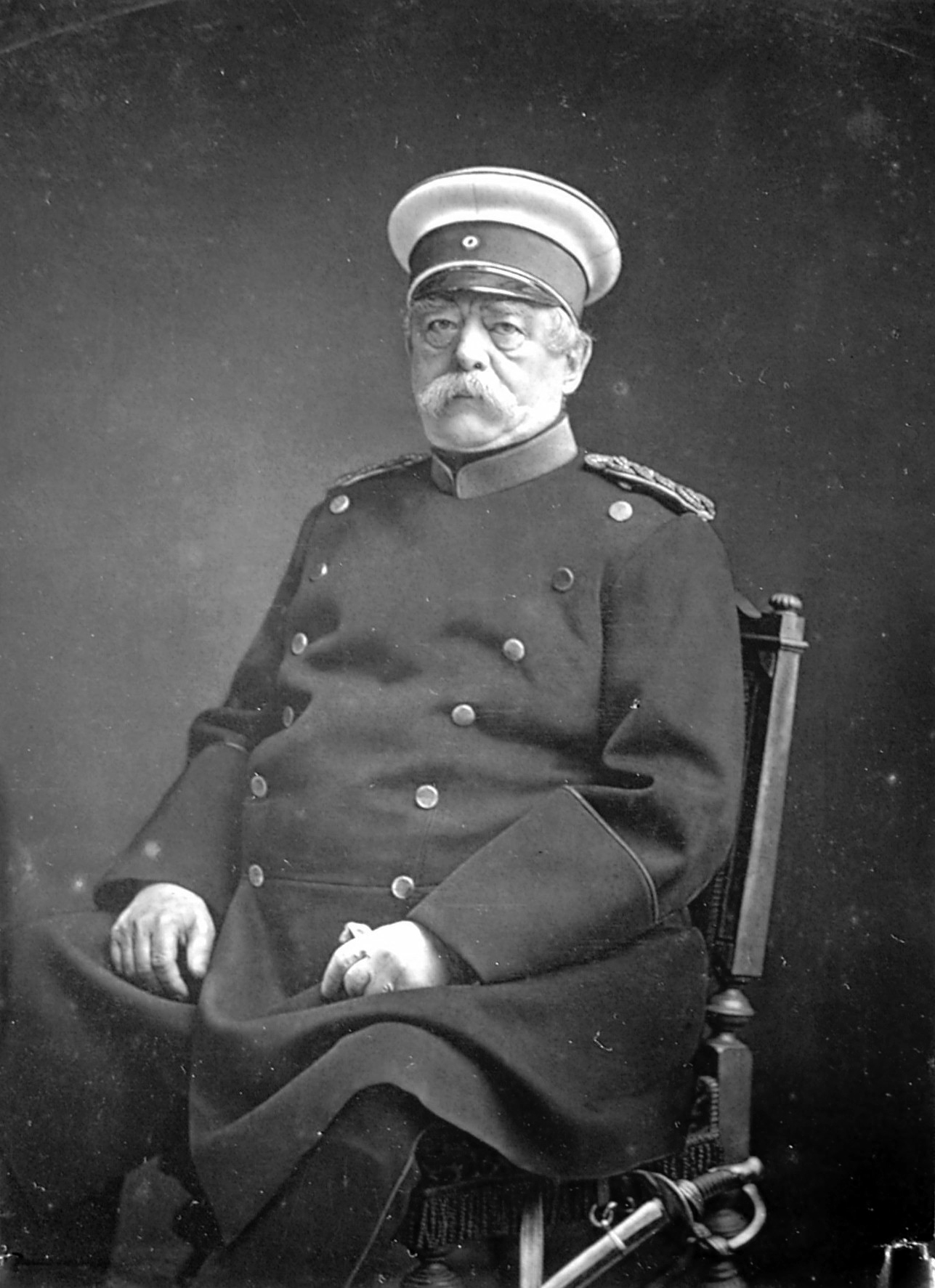
Il cancelliere tedesco Otto von Bismarck, massimo patrocinatore dell'alleanza

Già prima di questa lettera di Alessandro II, Bismarck si era persuaso di non poter più fare assegnamento sull'amicizia della Russia e di dover consolidare le relazioni con l'Austria e con la Gran Bretagna. Non vi era altro tempo da perdere, perché il ministro degli Esteri di Vienna Gyula Andrássy, amico della Germania, ma malato, nell'estate del 1879 aveva deciso di ritirarsi. Le sue dimissioni avrebbero potuto segnare il primo passo verso un'intesa austro-russa, patrocinata dall'arciduca Alberto d'Asburgo-Teschen.
L'analisi politica di Bismarck si basava sulla crescente influenza che i panslavisti russi, nemici della Germania, acquisivano sulla classe dirigente di San Pietroburgo. In particolare egli temeva il ministro della Guerra Dmitrij Alekseevič Miljutin (1816-1912) e non considerava più una garanzia il legame di parentela fra Guglielmo I e Alessandro II.
Le critiche della stampa russa, le manovre militari dell'esercito zarista lungo il confine tedesco e i sospetti di un possibile avvicinamento della Russia alla Francia furono ulteriori elementi di pericolo che determinarono l'avvicinamento fra Germania e Austria.

Bismarck, inoltre, considerò i buoni rapporti intercorsi al Congresso di Berlino fra l'Austria e la Gran Bretagna, entrambe (la prima in Europa, la seconda in Asia) impegnate a contrastare politicamente la Russia. Ciò avrebbe potuto portare ad un'intesa fra le due potenze contro la Russia, isolando completamente Berlino. Analizzando questi elementi, la conclusione fu che la sicurezza della Germania avrebbe potuto essere garantita solo da uno stretto legame con l'Austria, considerata anche l'impossibilità di un accordo con la Francia per la questione dell'Alsazia-Lorena e la difficoltà strategica e politica di un trattato con la Gran Bretagna.
Dal canto suo, il ministro degli Esteri austriaco Andrássy, favorito al Congresso di Berlino da Bismarck, auspicava sempre più un avvicinamento alla Germania, allo scopo di contenere le ambizioni dello Zar nei Balcani e consolidare le recenti acquisizioni derivate dal Congresso. Solo i diplomatici austriaci più conservatori ed i capi militari erano convinti che un'alleanza con la Russia sarebbe stata più conforme agli interessi dell'Austria.

## Le trattative
Bismarck ebbe un primo incontro con Andrássy nella città termale austriaca di Gastein il 27 e il 28 agosto 1879. Trovatolo ben disposto, il cancelliere tedesco iniziò a convincere il proprio imperatore Guglielmo I, che invece era risoluto a non turbare i secolari rapporti di amicizia con la Russia. Nonostante ciò, Bismarck fu autorizzato a proseguire le trattative e a partire per Vienna, dove arrivò il 22 settembre.
Nel corso dei colloqui, però, Andrássy si rifiutò di accogliere la proposta di un accordo che impegnasse l'Austria anche contro la Francia. Così Bismarck dovette rielaborare il trattato, precisando, il 24 settembre, che era diretto contro la Russia. A questo punto il cancelliere tedesco dovette affrontare l'ostacolo principale: il proprio sovrano, Guglielmo I, che temeva che un trattato del genere avrebbe spinto la Francia nelle braccia della Russia.

## Le resistenze di Guglielmo I

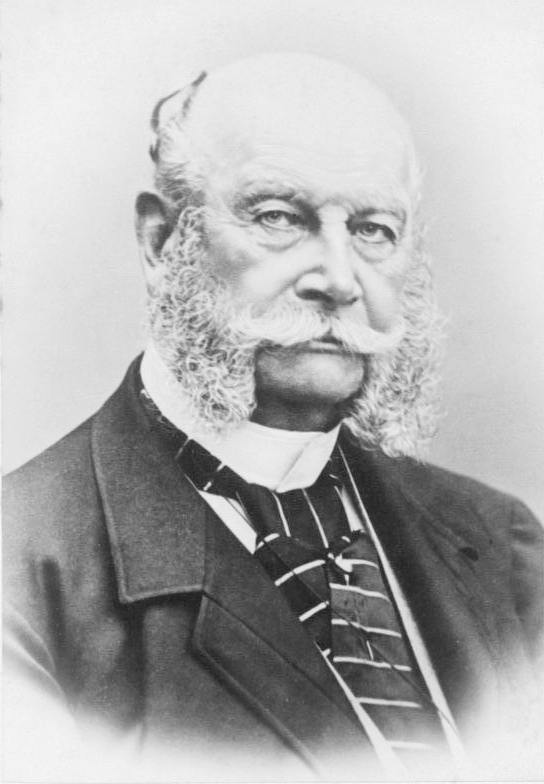
L'imperatore Guglielmo I di Germania fu inizialmente contrario all'alleanza

Facendo leva sull'affetto che Guglielmo I riservava alla Russia, Bismarck sostenne che soltanto un'alleanza con l'Austria avrebbe non solo impedito un'altra "coalizione di Crimea", ma anche ristabilito buoni rapporti fra Austria e Russia.
Per superare le resistenze del suo sovrano, Bismarck mobilitò tutto il suo entorurage e diversi e gravi colloqui impegnarono il ministro degli Esteri tedesco Bernhard Ernst von Bülow (1815-1879) e il vice cancelliere Otto zu Stolberg-Wernigerode con il loro imperatore.
Ciò nondimeno, il 4 settembre 1879 Guglielmo I incontrò Alessandro II nella riserva di caccia zarista di Aleksandrov e, confidandosi con un collaboratore, disse: «Voglio piuttosto uscire di scena e dare il governo a mio figlio piuttosto che agire contro la mia migliore convinzione e commettere una perfidia contro la Russia».

### Imemorandumdi Bismarck
Bismarck, in tre resoconti per Guglielmo I, spiegò i punti che imponevano alla Germania un'alleanza con l'Austria: l'indecisione delle simpatie zariste, l'aggressività del panslavismo, la natura difensiva dell'alleanza proposta e il suo potere di attrazione per la Russia conservatrice.
Ma il punto forte del cancelliere fu l'idea di una base nazional-tedesca che la futura alleanza assicurava. Nei suoi memorandum per l'imperatore scrisse:
(Otto von Bismarck a Guglielmo I di Germania, Memoria del 7 settembre 1879, Die Grosse Politik, III, p.461.)
Per ottenere più facilmente l'adesione di Guglielmo I, Bismarck, che riteneva comunque indispensabile l'amicizia della Russia, il 24 settembre 1879, in un memorandum fece unire la firma del ministro degli Esteri austriaco Andrássy alla sua. Nel documento si stabiliva che nessuna questione irrisolta della pace di Berlino sarebbe stata sufficiente per Germania e Austria a determinare un casus belli, né a produrre pretesti per attaccare o minacciare l'Impero russo. Il memorandum di Bismarck era redatto in toni così pacifici nei confronti della Russia che Guglielmo I ne inviò copia allo Zar, il quale il 14 novembre 1879 rispose, aderendo ai principi in esso formulati.

### Le false lettere ai giornali
Bismarck organizzò anche un'imponente campagna sui giornali, formando un ufficio stampa straordinario diretto dal diplomatico (e futuro ministro degli Esteri) Joseph Maria von Radowitz. Lo scopo della campagna era dimostrare a Guglielmo I che tutta la Germania desiderava l'alleanza con l'Austria. A tal fine alcuni funzionari del Ministero degli esteri, fra cui il figlio del ministro Bülow, Bernhard Heinrich von Bülow, compilarono messaggi finti provenienti da ogni parte del Paese, che furono pubblicati sui giornali e presentati all'imperatore quale espressione del popolo.

## Il trattato

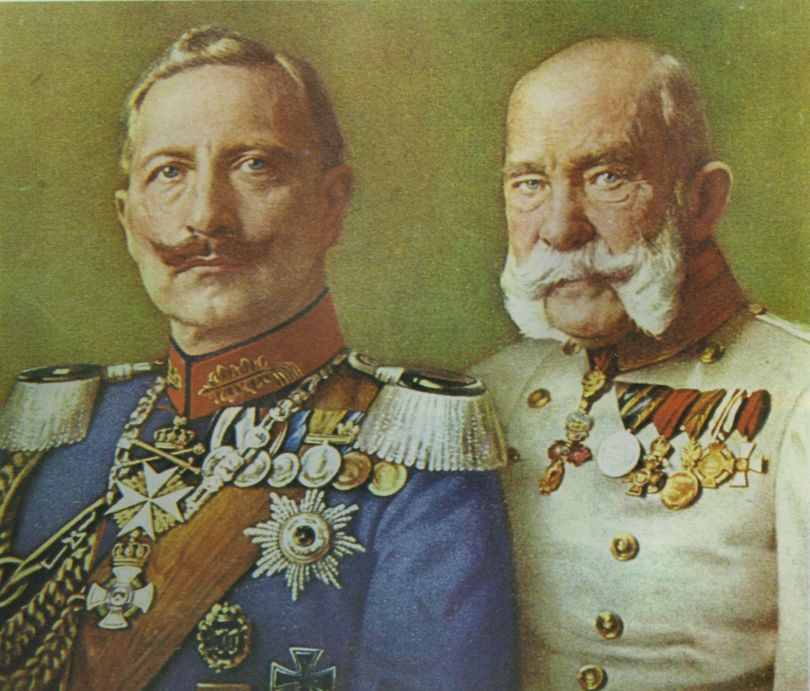
Guglielmo II e Francesco Giuseppe in un dipinto di inizio '900 a simboleggiare l'alleanza tra i due imperi

Tuttavia neanche questo bastò, se Bismarck dovette minacciare le sue dimissioni e quelle dei suoi ministri. Solo a quel punto l'anziano imperatore cedette, concedendo il suo consenso il 5 ottobre 1879.
Così il trattato della Duplice alleanza, che si componeva di cinque articoli e un preambolo, fu firmato a Vienna il 7 ottobre 1879 da Andrássy per l'Austria e dall'ambasciatore tedesco principe Enrico VII di Reuss-Köstritz per la Germania. Fu ratificato il 17 ottobre.
Il preambolo del trattato ne enunciava la natura difensiva:
«[…] Le Loro Maestà, l'Imperatore d'Austria e l'Imperatore di Germania, promettendosi solennemente di non dare al loro accordo puramente difensivo tendenze aggressive in alcun senso, hanno deciso di concludere un'alleanza di pace e di difesa reciproca».

## Gli articoli
- Art 1. Se […] l'uno dei due Imperi fosse attaccato dalla Russia, le due Alte Parti contraenti si impegnano a prestarsi assistenza con tutte le forze militari dei loro Imperi e a non concludere la pace se non di comune accordo.
- Art 2. Se l'una delle Alte Parti contraenti fosse attaccata da un'altra potenza, l'altra parte contraente si impegna non soltanto a non assistere l'aggressore contro il suo alleato, ma ad osservare almeno un atteggiamento di neutralità benevola verso il suo contraente[18]. Se tuttavia in tal caso la potenza aggressiva fosse sostenuta dalla Russia, sia nella forma di una cooperazione attiva, sia mediante misure militari minaccianti la potenza attaccata, l'obbligo di assistenza reciproca con tutte le forze armate stipulato nell'art. 1 del presente trattato entrerà ugualmente, in questo caso, immediatamente in vigore, e la condotta della guerra da parte delle due Alte Parti contraenti avrà luogo in comune fino alla conclusione della pace in comune.
- Art 3. La durata di questo trattato sarà provvisoriamente fissata in cinque anni, a datare dal giorno della sua ratifica […]
- Art 4. Questo trattato […] sarà tenuto segreto dalle due Alte Parti contraenti, e non sarà comunicato ad una terza potenza se non d'accordo fra le due Parti e in seguito ad un'intesa speciale. Le due Alte Parti contraenti […] si affidano alla speranza che gli armamenti della Russia non diverranno in realtà minacciosi per esse […] se tuttavia, contro la loro attesa, questa speranza apparisse erronea, le due Alte Parti contraenti considererebbero come un dovere di lealtà di informare l'Imperatore Alessandro, almeno confidenzialmente, che esse dovrebbero considerare un'aggressione contro l'una di esse come diretta contro tutt'e due.
- Art 5. Questo trattato entrerà in vigore con l'approvazione dei due augusti Sovrani e, dopo la loro approvazione, sarà ratificato da essi entro un termine di quattordici giorni.

## Le conseguenze
Nella visione di Bismarck l'alleanza con l'Austria aveva lo scopo di legarla ad una politica di conservazione e di dare stabilità all'Europa, ma una volta che la Germania ebbe garantito l'impero degli Asburgo, corse costantemente il rischio di essere coinvolta nei suoi conflitti.
La penisola balcanica, teatro di scontro fra Austria e Russia, divenne il banco di prova dell'alleanza che, a dispetto della sua segretezza, fu resa nota immediatamente (anche se non nei termini). Il ministro degli Esteri britannico Salisbury si rallegrò dell'alleanza come di una “buona novella”. Fino a quel tempo erano stati gli inglesi a dover prendere l'iniziativa contro la Russia nei Balcani; ora potevano cedere il loro posto all'Austria, certi che la Germania sarebbe corsa in suo aiuto.

## Note

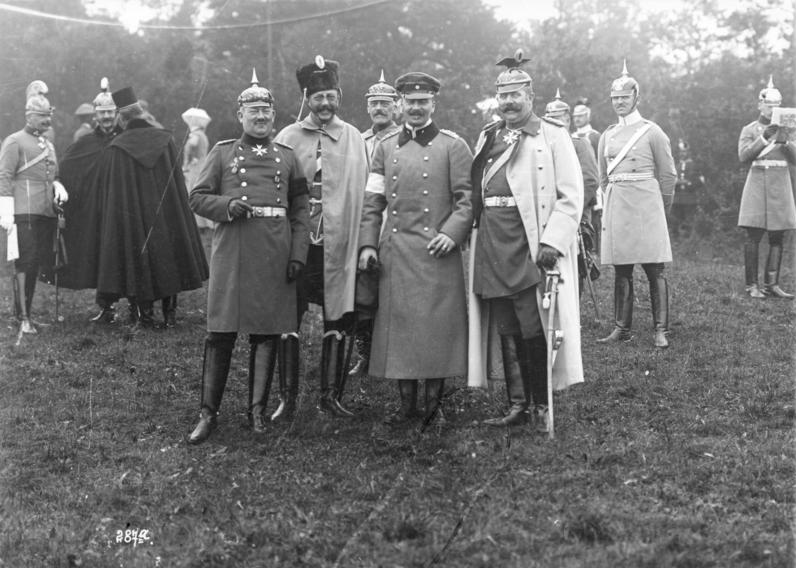
La Duplice alleanza nel 1909 alle grandi manovre in Germania meridionale. I personaggi in primo piano sono, da sinistra: Guglielmo di Hohenzollern-Sigmaringen (Germania), Francesco Salvatore d'Asburgo-Toscana (Austria), Federico Francesco IV di Meclemburgo-Schwerin (Germania) e l'erede al trono d'Austria Francesco Ferdinando.